# Таинственные девушки
«Таи́нственные де́вушки» (англ. Mystery Girls) — американский ситком, главные роли в котором исполнили Тори Спеллинг и Дженни Гарт. Шоу транслировалось на телеканале ABC Family с 25 июня по 27 августа 2014 года. Сюжет телесериала вращается вокруг двух звёзд вымышленного популярного детективного сериала 1990-х годов под названием «Таинственные девушки» — Холли Гамильтон и Чарли Контур — которые объединяются много лет спустя, чтобы расследовать настоящие дела.
8 сентября 2014 года ABC Family объявил, что сериал закрыт из-за низких рейтингов.

## В ролях

### Основной состав
- Тори Спеллинг — Холли Гамильтон
- Дженни Гарт — Чарли Контур
- Мигель Пинсон — Ник Диас

### Второстепенный состав
- Адам Мэйфилд — Майкл
- Райан Макпартлин — детектив Дуэйн Фриман

## Производство
В октябре 2013 года ABC Family объявил, что Гарт будет играть вторую главную роль в ситкоме, соавтором и одной из главных актрис которого выступила Спеллинг. Отмечая, что шоу воссоединит коллег по съёмочной площадке телесериала «Беверли-Хиллз, 90210», телеканал сообщил, что Спеллинг, Гарт и Малина будут исполнительными продюсерами, а Шепард Бучер — сосоздателем сериала. Покупка ситкома ABC Family была официально объявлена в январе 2014 года, а в марте того же года была объявлена дата премьеры — 25 июня 2014 года.

## Отзывы критиков
Элисон Кина из The Hollywood Reporter сказала, что «взаимодействие и шутки Спеллинг и Гарт, вновь работающих вместе, делают это шоу глупым и невинным весельем». Гейл Пеннингтон из St. Louis Post-Dispatch дал шоу две из четырёх звёзд, заявив, что «обстоятельства открытия парочкой детективного агентства позволяют предположить, что в последующих эпизодах „девушки“ будут беспомощно расследовать различные необычные преступления».

## Эпизоды
| №  | Название                                                | Режиссёр     | Автор сценария                         | Дата премьеры   | Произв. код | Зрители в США (млн) |
| -- | ------------------------------------------------------- | ------------ | -------------------------------------- | --------------- | ----------- | ------------------- |
| 1  | «Death Becomes Her» «Смерть ей к лицу»                  | Майкл Лембек | Элейн Аронсон                          | 25 июня 2014    | 103         | 0,76                |
| 2  | «Partners in Crime» «Партнёры по преступлению»          | Майкл Лембек | Шепард Бучер                           | 2 июля 2014     | 104         | 0,46                |
| 3  | «Haunted House Party» «Домашняя вечеринка с призраками» | Роб Шиллер   | Сиверт Гларум и Майкл Джеймин          | 9 июля 2014     | 102         | 0,58                |
| 4  | «Pilot» «Пилотный эпизод»                               | Майкл Лембек | Шепард Бучер                           | 16 июля 2014    | 101         | N/A                 |
| 5  | «High School Mystery» «Тайна средней школы»             | Боб Коэрр    | Джей Бакстер и Шон Закен               | 23 июля 2014    | 106         | 0,42                |
| 6  | «Sister Issues» «Проблемы с сестрёнкой»                 | Гил Джагер   | Эрика Спейтс и Сэм Литтенберг-Вайсберг | 30 июля 2014    | 107         | 0,49                |
| 7  | «Passing the Torch» «Передача эстафеты»                 | Роб Шиллер   | Энди Гордон                            | 6 августа 2014  | 105         | 0,39                |
| 8  | «Bag Ladies» «Женская сумочка»                          | Гил Джагер   | Шепард Бучер                           | 13 августа 2014 | 109         | 0,37                |
| 9  | «Death Rose» «Смертельная роза»                         | Боб Коэрр    | Сиверт Гларум и Майкл Джеймин          | 20 августа 2014 | 108         | 0,41                |
| 10 | «The Killer Returns» «Возвращение киллера»              | Майкл Лембек | Энди Гордон                            | 27 августа 2014 | 110         | 0,54                |